# Obesopleurostomella
Obesopleurostomella es un género de foraminífero bentónico de la subfamilia Pleurostomellinae, de la familia Pleurostomellidae, de la superfamilia Pleurostomelloidea, del suborden Buliminina y del orden Buliminida. Su especie tipo es Pleurostomella bierigi. Su rango cronoestratigráfico abarca el Pleistoceno.

## Discusión
Clasificaciones previas incluían Obesopleurostomella en el suborden Rotaliina del orden Rotaliida.

## Clasificación
Obesopleurostomella incluye a las siguientes especies:
- Obesopleurostomella bierigi †
- Obesopleurostomella boltovskoyi †
- Obesopleurostomella brevis †
- Obesopleurostomella concava †
- Obesopleurostomella hebeta †
- Obesopleurostomella parviapertura †
- Obesopleurostomella pleurostomella †